# Hercinia (mitología)

Ercinia. Manuscrito de la Biblioteca Morgan de Nueva York

Hercinia es un pájaro con plumas brillantes de los bestiarios medievales. Ellos se encontraban en el bosque Hercínico, en el sur de Alemania, donde sus plumas brillantes mantenían sendas encendidas en la espesura del bosque.